# Малые ГЭС Псковской области
Малые ГЭС Псковской области — малые гидроэлектростанции мощностью менее 10 МВт, расположенные на территории Псковской области.

## История
За годы Великой Отечественной войны энергетика Псковщины была полностью разрушена. Все оборудование, что уцелело, нацисты вывезли в период оккупации. После войны энергетика области отстраивалась заново.
В 50-х — 60-х гг. XX века в рамках электрификации сельского хозяйства и промышленности был разработан и последовательно осуществлен план строительства каскада гидроэлектростанций на речной системе Великой.
В это время в области было построено около 40 малых ГЭС, в большинстве своем они обеспечивали электричеством близлежащие сельскохозяйственные предприятия и строились их же усилиями. Некоторые из ГЭС проработали до 80-х годов.
В начале-середине 60-х годов, в связи с ростом производства, возникла необходимость в увеличении потребления электрической мощности. Именно в это время стали строиться и вводиться в эксплуатацию линии электропередач напряжением до 110 кВ. Постепенно развитая сеть подстанций 110/35/10/6 кВ и ЛЭП из Ленинградской и Тверской (ранее Калининской) областей позволило обеспечить нужды области в электроэнергии. К концу 80-х годов 20-го века значение собственных малых ГЭС стало падать и постепенно некоторые разрушились и пришли в упадок. В строю остались только две ГЭС — Шильская и Максютинская, остальные были частично демонтированы и разрушены.

## Действующие малые ГЭС
Действующие малые ГЭС введены в эксплуатацию в 1957—1958 годах, установленное оборудование фирмы «Фойт» морально и физически устарело.
В состав сооружений ГЭС входят: левобережная земляная дамба, правобережная грунтовая плотина, железобетонная плотина с водосбросом и водозабором.

### Максютинская ГЭС
56°27′19″ с. ш. 28°47′39″ в. д.
Введена в эксплуатацию в 1957 году. Мощность ГЭС — 1,52 МВт. Расположена на реке Великой, в районе деревни Максютино Себежского района. По плотине проходит автомобильный мост. Находится в собственности ЗАО «Норд Гидро».

### Шильская ГЭС
56°38′35″ с. ш. 28°37′00″ в. д.
Введена в эксплуатацию в 1958 году. Мощность — 1,52 МВт. Находится на реке Великой в районе деревни Шильское Опочецкого района. Находится в собственности ЗАО «Норд Гидро».

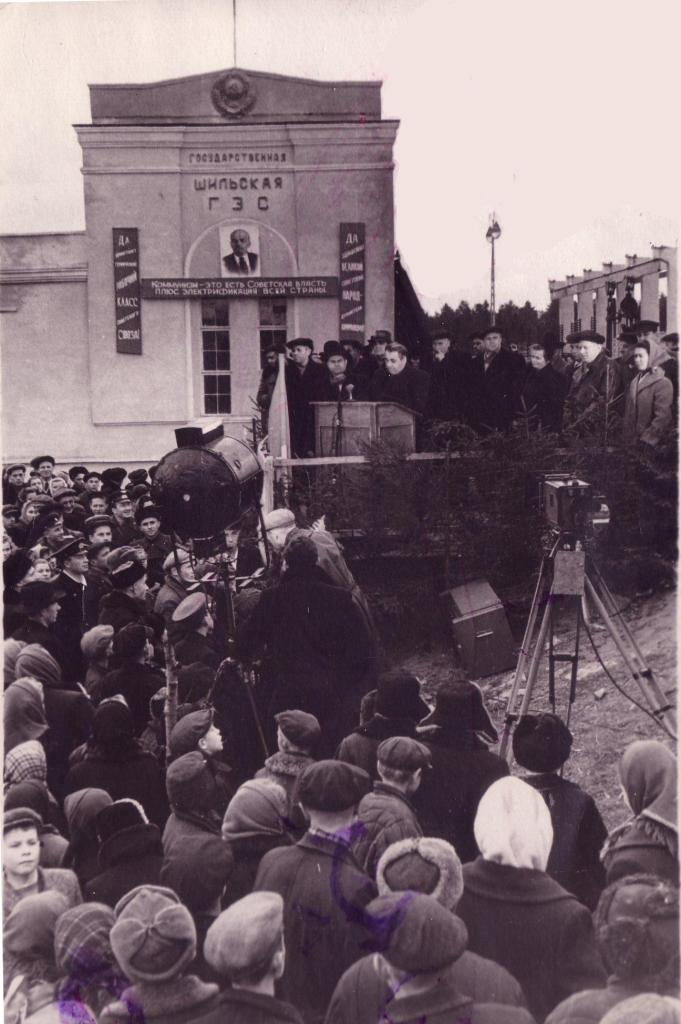

## Заброшенные малые ГЭС
В настоящее время все они участвуют в разных программах, направленных на их ремонт, модернизацию и запуск в эксплуатацию.

### Поддубская ГЭС
56°26′47″ с. ш. 29°19′15″ в. д.
Введена в эксплуатацию в 1958 году. Мощность — 0,22 МВт. Находится на реке Великой у деревни Поддубье Пустошкинского района. Находится в собственности ЗАО «Норд Гидро», разрабатывается проект восстановления.

### Копылковская ГЭС
56°24′07″ с. ш. 29°28′12″ в. д.
Введена в эксплуатацию в 1960 году. Мощность — 0,4 МВт. Находится на реке Великой у деревни Копылок Пустошкинского района. Иногда её называют Копыловская ГЭС. Находится в собственности ЗАО «Норд Гидро», разрабатывается проект восстановления.
Строительство этой ГЭС на Великой превратило в 1952 году озеро Верято в водохранилище, в состав которого вошли близлежащие озера Белое, Волченец, Харинское. Площадь водохранилища составляет 23 км², обычные глубины 9-16 м, наибольшие — 29 м. В связи с консервацией Копылковской ГЭС (в 1974 г.) уровень водохранилища понизился на 3,5 м, и мелководье осушилось.

### Рубиловская ГЭС
57°13′03″ с. ш. 28°10′50″ в. д.
Введена в эксплуатацию в 1961 году. Мощность — 1,00 МВт. Находится на реке Утроя в деревне Елины Островского района. Построена для обеспечения энергией близлежащих совхозов. После принятия решения, разрешающего подключение сельхозугодий к государственным электрическим сетям в конце 1960-х гг. работа ГЭС была остановлена. На 2015 год станция находится в разрушенном состоянии - отсутствует всё металлическое оборудование. Используется в качестве пешеходного моста. Находится в собственности ООО «Утроя Энерго», разработан проект реконструкции, ведется поиск инвестора. Запуск запланирован в 2028 году. https://utroya-energo.ru/

### Торошинская ГЭС
57°54′57″ с. ш. 28°35′41″ в. д.
Находится на впадении реки Псковица в реку Пскова рядом с поселком Торошино. Почти полностью разрушена. С автомобильного моста можно увидеть остов плотины и остов здания
машинного зала. По словам очевидцев, ГЭС была оборудована шандорной системой водоспуска.

### Красногородская ГЭС
56°50′42″ с. ш. 28°15′33″ в. д.
Введена в эксплуатацию в 1953 году. Находится на реке Синяя в посёлке Красногородск.
Сегодня плотина выполняет функции пешеходного перехода между поселком и волостью.
Была продана на аукционе в 2000—2006 г. за 309 тыс. 750 рублей частному лицу.

### Большехрапская ГЭС
Введена в эксплуатацию в 50-е годы XX века. Находится на реке Шелонь в районе села Большая Храпь Вязьевской волости Дедовичского района. Мощность около 0,1 Мвт.
Идея строительства была выдвинута ещё в 1948 году. Строительство велось силами всех близлежащих колхозов Большехрапского сельсовета для удовлетворения своих нужд в электричестве.

### Краснопорожская ГЭС
Находится на реке Судома в районе деревни Дубровочки Вязьевской волости Дедовичского района. Находится в собственности ЗАО «Норд Гидро», разрабатывается проект восстановления.
В настоящее время используется в качестве пешеходного моста, сохранились стальные и бетонные элементы станции.